# Adapsilia opaca
Adapsilia opaca är en tvåvingeart som beskrevs av Mario Bezzi 1914. Adapsilia opaca ingår i släktet Adapsilia och familjen Pyrgotidae. Inga underarter finns listade i Catalogue of Life.